# پست (وبسایت)
پست (انگلیسی: Poast) یک وبسایت و برنامه موبایل شبکه اجتماعی توزیع شده آمریکایی است، پست هک کردن اطلاعات کاربران را ممنوع کرده‌است.